# ガルニャーノ
ガルニャーノ（伊: Gargnano）は、イタリア共和国ロンバルディア州ブレシア県にある、人口約2,800人の基礎自治体（コムーネ）。ガルダ湖畔に位置する。

## 名称
標準イタリア語以外では以下の名称を持つ。
- ロンバルディア語ガルダ方言 (it) : Gargnà [4]

## 地理

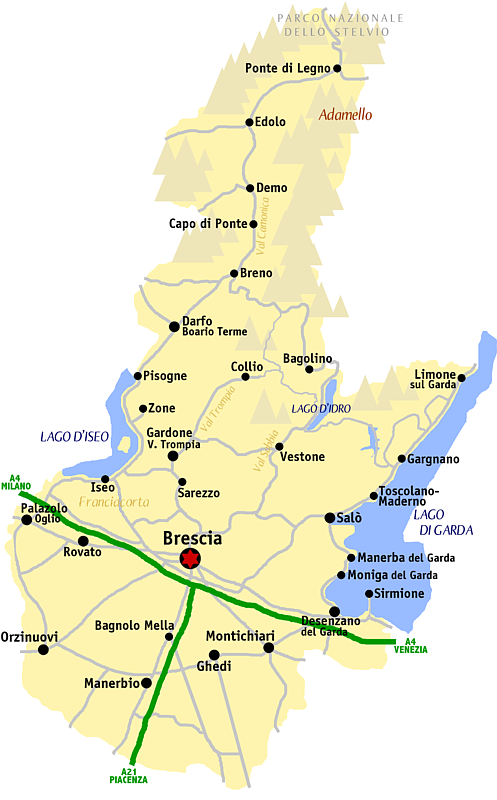
ブレシア県概略図

### 位置・広がり
ブレシア県北東部、ガルダ湖畔のコムーネ。サロから北東へ15km、ガルダ湖南西端のデゼンツァーノ・デル・ガルダから北北東へ26km、ガルダ湖北端のリーヴァ・デル・ガルダから南南西へ26km、県都ブレシアから東北東へ39km、ヴェローナから北西へ38km、州都ミラノの東北東118kmに位置する。
コムーネはアルト・ガルダ・ブレシアーノ州立公園 (it:Parco regionale dell'Alto Garda Bresciano) に含まれる。1962年にトスコラーノ川 (it:Toscolano (torrente)) を堰き止めて作られたヴァルヴェスティーノ湖 (it:Lago di Valvestino) を含む。
| 隣接するコムーネは以下の通り。VRはヴェローナ県所属。 - ヴァルヴェスティーノ - 北 - ティニャーレ - 北東 - ブレンゾーネ・スル・ガルダ (VR) - 東 - トッリ・デル・ベーナコ (VR) - 南 - トスコラーノ＝マデルノ - 南西 - ヴォバルノ - 西 - カポヴァッレ - 北西 |

ヴェローナ県のコムーネはガルダ湖対岸にあたる。

### 地震分類
イタリアの地震リスク階級 (it) では、2 に分類される
。

## 歴史

### 中世
この町は、937年の文献に Garniano として現れる。この地名はおそらくラテン語の人名 Garenius から派生したものである。ティトゥス・リウィウスの記録や墓碑銘から、この地にはエトルリア人、ケルト人、ケノマニ人 (Cenomani) 、ローマ人が暮らしていたことがわかる。
ガルニャーノを含む、サロを中心とするマグニフィカ・パトリア（Magnifica Patria）の一帯は、1350年から1426年にかけてヴィスコンティ家の所領となり、その後ヴェネツィア共和国の支配下に置かれている。

### 近代

#### フランス革命戦争からイタリア統一まで
1797年にヴェネツィア共和国が消滅すると、ナポレオンの作った姉妹共和国の一つ・ブレシア共和国 (it:Repubblica bresciana) の領土となった。ブレシア共和国は、その後チザルピーナ共和国、イタリア共和国、イタリア王国と変遷する。
ナポレオン没落後は、ロンバルド＝ヴェネト王国（オーストリア帝国の一部）の領土となり、ハプスブルク家による支配を受けた。
1859年に第二次イタリア独立戦争によってサルデーニャ王国（1861年にイタリア王国となる）に編入された。

#### イタリア統一以後
近代、ミラノを拠点に財閥を形成したフェルトリネッリ家はガルニャーノにルーツを持つ。19世紀末、フェルトリネッリ家の別荘としてガルダ湖畔にヴィッラ・フェルトリネッリが建設された。第二次世界大戦後期のイタリア社会共和国（いわゆるサロ共和国）の時期、ヴィッラ・フェルトリネッリにはベニート・ムッソリーニが滞在した。

## 行政

### 行政区画
ガルニャーノには、以下の分離集落（フラツィオーネ）がある。
- Bogliaco, Costa, Fornico, Formaga, Liano, Musaga, Muslone, Navazzo, Sasso, Villa, Villavetro, Zuino

そのほか、以下の集落（Località）がある。 
- Cristol, San Giacomo, Mignone, Sostaga, Briano

## 文化・観光

### ヴィッラ・フェルトリネッリ

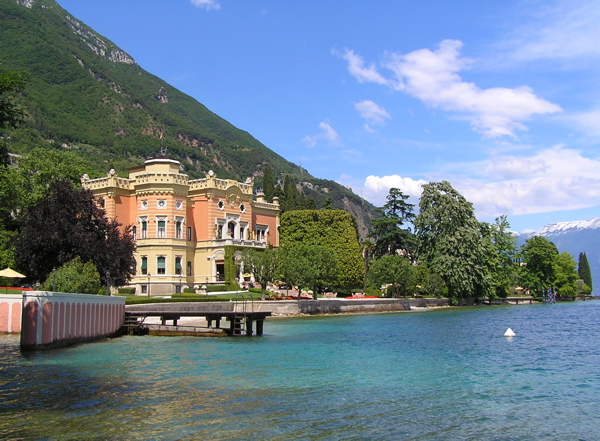
ヴィッラ・フェルトリネッリ

パラッツォ・フェルトリネッリ（Palazzo Feltrinelli）、あるいはヴィッラ・フェルトリネッリ（Villa Feltrinelli）は、ガルニャーノにルーツを持つ富豪フェルトリネッリ家によって1898年から1899年にかけて建設された邸宅である。第二次世界大戦後期（イタリア社会共和国期）にはベニート・ムッソリーニが滞在した。
この建物はミラノ大学に寄贈されており、夏季（7月から8月第一週まで）はミラノ大学のイタリア語学・文化研究センター（Centro d'Ateneo per la promozione della lingua e cultura italiana, 略称: CALCIF）として、3月から10月には大学の会議施設として利用されている。大学で利用しない時期にはホテルとして営業している。

## 人物

### 著名な出身者
- エリカ・ブラン - 女優

ミラノの富豪フェルトリネッリ家 (it:Feltrinelli (famiglia)) は、ガルニャーノをルーツに持つ。フェルトネッリ家は材木交易から出発し、イタリアの統一および資本主義の成長とともに財閥を形成した。第二次世界大戦後の1952年、当主ジャンジャコモ・フェルトリネッリ (it:Giangiacomo Feltrinelli) はフェルトリネッリ出版 (it:Giangiacomo Feltrinelli Editore) を創業している。